# Jim Flaherty
Pour les articles homonymes, voir Flaherty.
James Michael Flaherty dit Jim Flaherty, né le 30 décembre 1949 à Lachine et mort le 10 avril 2014 à Ottawa, est un homme politique canadien, ministre des Finances au sein du gouvernement de Stephen Harper de 2006 à 2014.

## Biographie

### Éducation
Né le 30 décembre 1949 à Lachine au Québec, Jim Flaherty fréquente l'école secondaire Bishop Whelan et le Collège Loyola à Montréal. Il possède un baccalauréat ès arts en sociologie de l'Université de Princeton obtenu en 1970 et il est diplômé en droit de l'Université York à Toronto.
Il pratique le droit, avant de commencer une longue carrière en politique, et fonde le cabinet d'avocats Flaherty Dow Elliott, devenu Flaherty Dow Elliott & McCarthy LLP, spécialisé en litiges d'accidents automobiles et de blessures personnelles.

### Carrière politique
De 1995 à 2005, il est député à l'Assemblée législative de l'Ontario de la circonscription de Whitby—Ajax sous la bannière du Parti progressiste-conservateur de l'Ontario. Il est un ministre sénior du cabinet au sein du gouvernement de Mike Harris, et il est candidat à deux reprises à la direction du Parti progressiste-conservateur, sans succès. 
Flaherty remporte la circonscription fédérale de Whitby—Oshawa lors des élections fédérales du 23 janvier 2006 en tant que membre du Parti conservateur du Canada, une victoire serrée contre la députée libérale sortante Judi Longfield, et représente la circonscription en tant que ministre des Finances après la rentrée parlementaire. Le 3 mai 2006, il dépose le premier budget du Parti conservateur du Canada, depuis l'ère de Brian Mulroney. Lors de son budget déposé en février 2008, il annonce la création du Compte d'épargne libre d'impôt (CELI) disponible pour tous les Canadiens dès janvier 2009. Il démissionne le 18 mars 2014, pour retourner au secteur privé.
Le 10 avril 2014, il succombe à une crise cardiaque.

## Carrière politique en Ontario
Il se présente d'abord pour un siège à la législature de l’Ontario dans l'élection provincial de 1990, finissant en troisième place contre le néo-démocrate Drummond White et le libéral Allan Furlong dans la circonscription de Durham Centre. Il s’est encore présenté et est élu à l'élection de 1995.
Il est nommé ministre du travail dans le cabinet de Mike Harris le 10 octobre 1997 et conserve ce poste jusqu'après l'élection de 1999. Il sert comme solliciteur général et ministre des services correctionnels par intérim du 27 avril au 27 juillet 1998. 
Flaherty est réélu en 1999 dans la circonscription redistribué de Whitby—Ajax, et devient procureur général avec la responsabilité des Affaires autochtones le 17 juin 1999. Le 8 février 2001, il est assermenté comme ministre des Finances et vice-premier ministre de l'Ontario.

### Campagne à la direction du Parti PC ontarien en 2002
Flaherty se présente pour succéder à Mike Harris lors de la campagne à la chefferie du Parti progressiste-conservateur de l'Ontario en 2002. Cependant, Flaherty perd devant Ernie Eves, son prédécesseur comme ministre des Finances. 
Durant sa campagne, Flaherty promeut des mesures pour réduire les taxes et pour privatiser la Liquor Control Board of Ontario (Régie des alcools de l'Ontario), parmi d’autres. Flaherty reste dans le cabinet de Eves, mais il devient ministre de l'Entreprise, de l'Opportunité et de l'Innovation. Il garde ce poste jusqu'à la défaite électorale des progressistes-conservateurs en 2003. Flaherty est réélu dans sa circonscription.

### Carrière provinciale subséquente et deuxième campagne à la direction
À la suite de la défaite des progressistes-conservateurs, Eves annonce qu'il démissionne comme chef en 2004. Flaherty se déclare candidat, mais est défait par John Tory. Jusqu'en 2005, Flaherty sert comme critique des finances dans le cabinet fantôme de John Tory.
Il est alors très lié avec la famille de Rob Ford, son ami et maire de Toronto. Cela l'amène à défendre ce dernier lorsque éclate le scandale entourant la consommation de crack de ce dernier, en 2013, provoquant des dissensions au sein du Parti conservateur du Canada.

## Ministre canadien des Finances

### Élection
En décembre 2005, une élection générale est annoncée. Flaherty démissionne de son poste de député provincial en Ontario pour se présenter comme candidat du Parti conservateur du Canada dans la circonscription de Whitby—Oshawa. Lors de l'élection de 2006, il remporte la circonscription contre Judi Longfield, députée libérale titulaire de l'époque. 
La femme de Flaherty, Christine Elliott, se fait élire dans son ancienne circonscription provinciale lors d'une élection partielle, remportant elle aussi la victoire sur Judi Longfield, qui s'était présentée comme candidate au niveau provincial après avoir perdu l'élection fédérale. Ceci marque la première fois dans l'histoire canadienne que mari et femme remportent simultanément la même circonscription au niveau fédéral et provincial.
Le 6 février 2006, Flaherty est assermenté en tant que ministre des Finances du cabinet conservateur de Stephen Harper. Il devient aussi ministre responsable pour la région de Toronto étant député de Whitby—Oshawa. En tant que ministre des Finances, il est aussi membre du bureau des gouverneurs de la Banque mondiale et du Fonds monétaire international.

### Taxes et dette fédérale
En 2006, après avoir reçu son nouveau mandat comme ministre des Finances du Canada, Flaherty est prêt à réduire la dette fédérale. Il se concentre aussi sur la réduction des taxes sur les contribuables. En effet, on estime que ses mesures ont réduit le fardeau fiscal d’une famille typique, en 2013, par 3 200 dollars par année. Ces mesures incluent :
- réduction de la TPS de 7 % à 5 %, mettant un montant de 1 000 dollars dans les poches d’une famille typique[7]. Cette mesure est toutefois critiquée comme une « mauvaise politique économique[8]»
- fractionnement des pensions pour les aînés[9]
- réduction du taux d’imposition des plus bas revenus de 15,5 % à 15 %[7]
- réduction du taux d’imposition des sociétés, qui devrait passer graduellement de 21 % à 15 % en 2015
- réduction du taux d’imposition des petites entreprises de 12 % à 11 %[10]
- introduction et amélioration de la Prestation fiscale pour le revenu de travail[11]

Les critiques signalent que, au lieu de simplifier le système d'imposition et de réduire le taux d'imposition pour tous les contribuables, il introduit des mesures de réduction d'impôt ciblant des groupes de contribuables à des fins électorales.

### Régime enregistré d'épargne invalidité
Dans le budget 2007, Flaherty annonce la création d’un Régime enregistré d'épargne invalidité (REEI). Le REEI est un régime d'épargne à long terme destiné à aider les Canadiens handicapés et leur famille à économiser pour l'avenir. Le REEI ressemble énormément aux autres régimes d’épargnes, le REER et le REEE, et est destiné à assurer la sécurité pour les gens souffrant d’une invalidité. Le gouvernement aide ces familles en contribuant à travers des subventions et des bons qui viennent compléter les contributions. Le plafond à vie est de 70 000 $.

### Compte d'épargne libre d'impôt
Dans le budget de 2008, Flaherty introduit le compte d'épargne libre d'impôt (CELI), un instrument d'épargne enregistré, souple et d'usage général, qui permet aux Canadiennes et aux Canadiens de gagner un revenu de placement libre d'impôt afin de combler plus facilement leurs besoins d'épargne tout au long de leur vie. Chaque année depuis 2009, tout Canadien âgé de 18 ans et plus accumule un droit de cotisation au compte d'épargne de 5 500 $ par année.
Le CELI, qui prend effet le 2 janvier 2009, est très différent du Régime enregistré d'épargne-retraite (REER). Les cotisations à un REER sont déductibles d'impôt, mais les retraits s'ajoutent au revenu et sont imposés au taux en vigueur. Les cotisations versées dans un CELI ne donnent droit à aucune déduction d'impôt, mais les cotisations et le revenu de placement ne sont pas imposés au moment du retrait. Contrairement à un REER, qui doit être converti en revenu de retraite au plus tard à 71 ans, il n'y a aucune exigence de retrait minimum d'un CELI.
En créant le CELI, Jim Flaherty déclare « Le compte d'épargne libre d'impôt est l'instrument d'épargne personnelle le plus important depuis l'introduction du régime enregistré d'épargne-retraite ». Selon un sondage de la Banque CIBC réalisé par Harris/Decima, près d'un Canadien sur deux affirme détenir un compte d'épargne libre d'impôt (CELI).
Toutefois, ces mesures fiscales profitent surtout aux contribuables les plus fortunés. La pensée sous-jacente étant que le fait de diminuer les impôts et les taxes pour les grandes entreprises et les plus riches leur permettra d'investir dans l'économie. Or, ces derniers, au Canada comme dans les autres économies qui ont utilisé les mêmes outils fiscaux, plutôt que d'investir, spéculent. Ainsi, les organismes de statistiques nationales indiquent que les grandes entreprises n'ont jamais, dans l'histoire documentée, détenu autant de capitaux. Il en résulte qu'au Canada, depuis que Jim Flaherty est ministre des finances, le taux de pauvreté infantile a augmenté de 12 % .

### Position sur le fractionnement du revenu
Une des promesses des conservateurs est d'introduire le principe du fractionnement du revenu qui permettrait aux contribuables de payer l'impôt sur le revenu combiné du foyer. Cette mesure devait être annoncée lors de l'atteinte de l'équilibre budgétaire. Or, lors de la présentation du budget de 2014, Flaherty signale que cela n'est qu'une option parmi d'autres, ce qui crée un malaise et des tensions dans les rangs conservateurs

### Récession de 2008
En 2008, le monde entre dans une des plus grandes crises économiques depuis la Grande Dépression. Heureusement, le Canada est le dernier pays à entrer dans la récession. Ceci est largement dû au fait que le Canada a un système bancaire fort et n'est pas affecté par un haut niveau de dette de l'État, comme c'est le cas aux États-Unis. Donc, le Canada n'est pas affecté par l’intérieur, mais plutôt par ses échanges transfrontaliers avec les États-Unis. De plus, le Canada a des prix élevés de produits de base, ce qui pousse l’économie jusqu'en juin 2008. En décembre 2008, la Banque du Canada annonce officiellement que le Canada est entré en récession.
Après un premier budget, en décembre 2008, qui ignore complètement la récession imminente, et qui provoque une motion de censure de la part de l'opposition, Flaherty réajuste son orientation et dépose en février 2009 un Plan d'action économique de type keynésien qui prévoit 40 milliards de dollars en stimulus et 20 milliards de dollars en réduction d'impôt sur le revenu. Ce stimulus inclut des investissements majeurs en infrastructures, dans le but de renforcer l'économie canadienne. Ces mesures sont essentielles pour réduire les effets de la Grande Récession. Le Canada sort ainsi de la récession, comme le confirme la Banque du Canada le 23 juin 2009. Depuis la sortie de la Grande Récession, les mesures de Flaherty créent « plus d’un million d'emplois net. »

### Reconnaissance internationale
En 2009, Flaherty est nommé « ministre des Finances de l'année » par un influent magazine économique européen, EUROMoney, pour avoir agi rapidement face à la récession. Selon les analystes, Flaherty a « rehaussé la réputation de son pays en matière de politique fiscale prudente, qui prend en compte la justice sociale, en maintenant un régime régulatoire fort qui a gardé le secteur financier hors du chaos de la récession ». Depuis la création du prix en 1981, Flaherty est le seul ministre des Finances du Canada à avoir reçu cet honneur.

### Pièce d'un cent
Avec le Plan d'action économique de 2012, Flaherty annonce que, en février 2013, le gouvernement procèdera à l'élimination graduelle de la pièce monétaire d'un cent. Le coût de production pour chaque pièce est de 1,6 cent, ce qui excède la valeur nominale de la pièce par 0,6 cent. Cette élimination représente une épargne de 11 millions de dollars par année. Même si Flaherty permet d'éliminer la circulation de la pièce d’un cent, cette pièce peut toujours être utilisée dans les transactions avec les entreprises qui l'acceptent,.

### Héritage
Jim Flaherty se situe présentement en 5e position pour la longueur de mandat comme ministre des Finances du Canada. Il est en 3e position lorsqu'on le compare aux ministres des Finances qui étaient Conservateurs, derrière George Foster et Thomas White. Il est le seul ministre des Finances conservateur à avoir passé un budget dans un gouvernement minoritaire. Les autres gouvernements Conservateurs ont soit passé un budget en situation majoritaire, soit ont été défaits sur un budget minoritaire. 
Il est aussi le seul ministre des Finances qui soit resté en poste aussi longtemps dans un gouvernement en situation minoritaire dans l'histoire du Canada. Il est le seul ministre qui est maintenu son portefeuille jusqu'en 2014, depuis que les conservateurs ont pris le pouvoir en 2006,.

## Vie privée
En 1991, son épouse, Christine Elliott, donne naissance à des triplés (John, Galen et Quinn). Une méningite rend handicapé l'un des fils, ce qui porte les deux parents à agir publiquement en faveur du soutien aux citoyens handicapés.